# Ficus guajavoides
Ficus guajavoides là một loài thực vật có hoa trong họ Moraceae. Loài này được Lundell mô tả khoa học đầu tiên năm 1937.